# Фискальные марки Малайзии

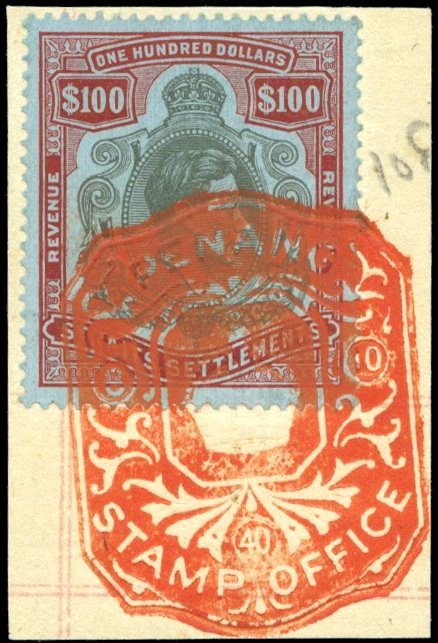
Фискальная марка Стрейтс-Сетлментс номиналом 100 долларов, погашенная в Пинанге в 1940 г.

Малайзия впервые выпустила фискальные марки под названием «Стрейтс-Сетлментс» в 1863 году и продолжает их выпуск по сей день. Ряд субъектов современной Малайзии выпускал фискальные марки на протяжении многих лет.

## Стрейтс-Сетлментс

### Марки для квитанций
Первой фискальной маркой, выпущенной в Стрейтс-Сетлментс, стала почтовая марка Ост-Индской компании с надпечаткой англ. «S.S.» (Straits Settlements, Стрейтс-Сетлментс) в ромбе. Известно всего около 20 экземпляров этой марки, что делает её очень редкой. 1 апреля 1867 года Стрейтс-Сетлментс стали британской коронной колонией, при этом индийские фискальные марки были выпущены с надпечаткой изображения короны и нового номинала в центах. В 1874 году вышел новый выпуск с изображением королевы Виктории, который оставался в обращении до 1880-х годов с небольшими изменениями в зубцовке.

### Марки для договоров морского страхования
Марки для договоров морского страхования с надписью англ. «Marine Policies» выпускались с целью уплаты налога на страхование грузов. Была выпущена серия марок сорока номиналов от 8 центов до 12 долларов, при этом в серию вошло много «непонятных» номиналов, таких как 37½ цента или 2,28 доллара из-за сложных тарифов, возникших из-за конвертации фунтов стерлингов. Большинство из них очень редкие, так как были изъяты из обращения вскоре после выпуска.

### Марки для иностранных векселей
В 1869 году была выпущена серия фискальных марок для иностранных векселей с надписью англ. «Foreign Bill» (Иностранный вексель) удлинённого вертикального формата с изображением королевы Виктории. Известны марки 18 номиналов, причём все они редкие. Погашено было очень мало экземпляров, при этом известен только один экземпляр номиналом 12 долларов в таком состоянии.

### Марки судебного сбора
Первые судебные марки с надписью англ. «Judicial» (Судебная) были выпущены в 1868 году. Серия из двадцати марок номиналом от 10 центов до 25 долларов была выпущена с рисунком, аналогичном выпускам для иностранных векселей. В 1870 году вышла новая серия марок других цветов и номиналов до 100 долларов, а в 1874 году был изменён водяной знак. На более поздних выпусках фискальных марок жирным шрифтом была сделана надпечатка слова «JUDICIAL» снизу вверх, а в 1880-е годы последовал ряд провизорных надпечаток нового номинала. В 1890 году была выпущена новая серия в новых цветах, и, наконец, на почтовой марке была сделана надпечатка литеры «J» и нового номинала для использования с целью уплаты судебного сбора. Судебные марки были изъяты из обращения в 1903 году.

### Гербовые марки
Первые фискальные марки для общей пошлины были выпущены в 1874 году с рисунком, аналогичным маркам для иностранных векселей и маркам судебного сбора. Известны марки разных номиналов от 3 центов до 50 долларов. В 1882 году была выпущена марка нового рисунка меньшего формата, но по-прежнему с изображением королевы Виктории. Марки этого рисунка были переизданы в новых цветах в период с 1888 года по 1893 год. С 1900-х годов по 1920-е годы выпуск фискальных марок не осуществлялся, поскольку выпускались почтовые и гербовые марки двойного назначения. Однако некоторые из марок высоких номиналов предназначались исключительно для фискального обращения, например, марки номиналом 500 долларов с изображением Эдуарда VII и Георга V. В 1936 году была выпущена марка специально для фискального обращения, а в 1938 году вышла серия из марок трёх номиналов 25, 100 и 500 долларов с изображением нового монарха Георга VI. Большинство из таких марок высоких номиналов очень раритетные.

### Марки пошлины на развлечения
В 1930-е годы колония Стрейтс-Сетлментс выпустила три небольшие марки с рисунком в виде цифр с надписью англ. «Entertainments Duty Paid» («Пошлина на развлечения уплачена»).

## Федеративные Штаты Малайи
Федеративные Штаты Малайи были созданы в 1895 году, а первые фискальные марки они выпустили около 1900 года. До этого свои отдельные выпуски эмитировали следующие штаты:
- Негери-Сембилан (1890—1900)
- Паханг (1890—1903)
- Перак (1880—1900)
- Селангор (1880—1902)
- Сунгей-Уджонг (1880—1893)

Помимо них, собственные фискальные марки также выпустили нефедеративные штаты Джохор, Кедах и Келантан.

### Судебные марки
С 1900 года по 1903 год был сделан ряд провизорных надпечаток. На почтовых марках различных рисунков делались надпечатки «J», «Judicial» или «JUDICIAL» или дополнительные надпечатки нового номинала. Большинство из них редкие или раритетные, хотя есть и распространённые выпуски. В 1903 году их заменили марки нового рисунка с изображением прыгающего тигра. Первоначально были выпущены марки тринадцати номиналов от 3 центов до 50 долларов, причем марки высоких номиналов довольно редкие. Некоторые из них были повторно выпущены с новыми водяными знаками в 1908 году и в 1925 году.

### Гербовые марки
Первоначально у Федеративных Штатов Малайи не было выпусков гербовых марок для уплаты общей пошлины, поскольку для фискальных целей использовались почтово-гербовые марки двойного назначения. Однако некоторые из марок высокого номинала 25 долларов предназначались не для почтового обращения, а только для фискальных целей. В 1910 году были выпущены первые марки, специально предназначенные для фискальных целей. Были эмитированы марки двух номиналов — 100 долларов и 250 фунтов стерлингов — колониального типа с изображением слонов, уже использовавшимся на почтовых марках. Позднее, в 1926 году, они были перевыпущены с новым водяным знаком. В 1930-х годах также были выпущены марки пошлины на развлечения с надпечаткой «REVENUE» (Гербовый сбор).
В 1910-х годах были подготовлены штампованные гербовые марки для обращения в Федеративных Штатах Малайи. Хотя известны эссе и пробы таких марок двенадцати номиналов от 3 центов до 250 долларов, не было задокументировано ни одного выпущенного экземпляра, и вполне возможно, что они не были приняты.

### Марки пошлины на развлечения
В 1920-х годов или в начале 1930-х годов Федеративные Штаты Малайи выпустили пять небольших марок налога на развлечения с рисунком в виде цифр, дизайн которых был похож на марки, которые выпускались колонией Стрейтс-Сетлментс.
К 1936 году Федеративные Штаты Малайи прекратили выпуск обычных фискальных марок, при этом Негери-Сембилан, Паханг, Перак и Селангор снова выпустили собственные марки.

## Японская оккупация
Малайя была оккупирована Японией после двухмесячной военной кампании 1941—1942 годов. Во время оккупации выпускались общие фискальные марки для использования на всей территории Малайи, но также выпускались фискальные марки и для отдельных штатов. Подавляющее большинство фискальных марок, выпущенных во время оккупации, представляли собой надпечатки на довоенных фискальных или почтовых марках.
В период с 1942 года по 1944 год почтовые марки Стрейтс-Сетлментс и различных штатов выпускались с японскими надпечатками. Большинство этих марок были пригодны как для почтового, так и для фискального обращения, однако некоторые из них не выпускались для оплаты почтовых сборов и использовались только в качестве фискальных. Известно, что в качестве фискальных марок в Малайе использовались также видовые почтовые марки, выпущенные для японской Малайи в 1943 году, а также почтовые марки Японии без надпечатки, выпущенные в 1942—1943 годах.
В период с 1942 года по 1945 год штаты Джохор, Кедах, Келантан, Паханг, Пенанг, Перак, Селангор и Тренгану также выпускали фискальные марки (или почтово-гербовые марки двойного назначения, которые использовались в фискальных целях).

## Тайская оккупация
В 1943 году японцы передали контроль над Кедахом, Перлисом, Келантаном и Тренгану Таиланду, который управлял ими как Си Рат Малай. В 1944 году для использования на всей территории этих четырех штатов были выпущены почтово-гербовые марки двойного назначения, при этом некоторые из них известны с гашением фискальными штемпелями.
Кроме того, штаты Кедах (переименованный в Сибури), Келантан и Тренгану по отдельности выпускали фискальные марки во время тайской оккупации в период с 1944 года по 1945 год.

## Британская военная администрация
После освобождения Малайи её территория перешла под управление британской военной администрации. В 1945 году в связи с этим на фискальных марках Стрейтс-Сетлментс с изображением Георга VI была сделана надпечатка англ. «BMA MALAYA» (Британская военная администрация. Малайя).

## Малайская Федерация
Первоначально для Малайской Федерации не эмитировались никакие фискальные марки, поскольку в фискальных целях использовались почтовые марки. В период с 1949 года по 1952 год были выпущены необходимые для фискальных целей марки высоких номиналов каждым из следующих отдельных штатов:
- Джохор
- Кедах
- Келантан
- Малакка
- Негери-Сембилан
- Паханг
- Пинанг
- Перак
- Перлис
- Селангор
- Тренгану

Примерно в 1957 году были эмитированы общие выпуски с надписью малайск. «Persekutuan Tanah Melayu Hasil» (Фискальная марка Малайской Федерации). Первоначально были выпущены марки трёх номиналов: 25, 100 и 250 долларов. На протяжении многих лет они перевыпускались несколько раз на другой бумаге и с немного изменённым рисунком. Они оставались в обращении в течение многих лет после того, как федерация прекратила своё существование, поскольку Малайзия начала выпуск фискальных марок только в 1975 году.

## Малайзия

### Марки социального обеспечения
В период с 1971 года по 1973 год выпускались различные марки для оплаты социального обеспечения. На всех марках изображен один и тот же рисунок: зонтик, укрывающий рабочего. Их печатали разные типографии, поэтому водяные знаки и бумага, использованная для печати марок, различаются. Если не обращать внимания на эти незначительные технические различия, то известны двадцать две разные марки номиналом от 10 центов до 10,10 доллара.

### Гербовые марки
В 1975 году Малайзия выпустила свои первые фискальные марки общей пошлины с надписью малайск. «Hasil Malaysia» (Фискальная марка. Малайзия) и с изображением герба страны. Были выпущены марки трёх номиналов: 25, 100 и 250 долларов. В 1982 году герб был немного изменён, поэтому серия была перевыпущена с новой версией герба. На этот раз были добавлены марки номиналом 500 и 1000 долларов. В период с 1985 года по 2009 год были выпущены новые марки, причём на всех них изображён герб страны, хотя они имеют самые разные рисунки и форматы.
В настоящее время продажа фискальных марок осуществляется в министерстве внутренних доходов и во всех почтовых отделениях Малайзии. В последние годы Налоговое управление Малайзии запустило новую услугу продажи электронных марок для ускорения процедур и предотвращения подделок, но наклеиваемые фискальные марки остаются в обращении.

### Акцизные марки
Королевская таможня Малайзии также выпускает акцизные марки для уплаты налога на сигареты.